# Русаковские горячие источники
Русаковские горячие источники — минеральные источники на полуострове Камчатка. Находятся на территории Карагинского района Камчатского края.
Расположены в долине реки Левая Русакова (Сановаям) в 80 км от посёлка Ивашка. Родники находятся в глубокой, обрамлённой высокими крутыми склонами отрогов Срединного хребта долине. Выше долина упирается в сопку Тылеле высотой 2253 м. Источники состоят из нескольких групп. Основная группа располагается у подножия левого борта долины, на плоской площадке. Менее горячий ключ бьёт в 50 метрах выше по склону долины.
Температура воды в грифонах до 75 °C. Общий дебит — 35 л/с, минерализация — 0,91 г/л; кремниевой кислоты — 0,044 г/л.
На противоположном берегу реки Левая Русакова, несколько ниже по течению, находится небольшая группа источников Горячий лог с дебитом 8 л/с.
К источникам проложена дорога. Здесь находится место отдыха жителей села Ивашка.